# François Remetter
François Remetter (født 8. august 1928 i Strasbourg, Frankrig, død 30. september eller 2. oktober 2022) var en fransk fodboldspiller, der spillede som målmand. Han var på klubplan tilknyttet blandt andet RC Strasbourg, Bordeaux og Metz og spillede desuden 26 kampe for det franske landshold. Han var med på det franske hold ved både VM i 1954 og VM i 1958.